# Всемирный конгресс финно-угорских народов
Всеми́рный конгре́сс фи́нно-уго́рских наро́дов — «форум представительства финно-угорских и самодийских народов, который не зависит от правительств и политических партий и в своей деятельности опирается на „Декларацию о сотрудничестве финно-угорских народов мира“» (из резолюции I Конгресса, Сыктывкар, 1992 год).

## История
Всемирные конгрессы учреждены 1-м Всероссийским съездом финно-угорских народов (1992, г. Ижевск, Удмуртия). Задачи: сохранение и развитие финно-угорских языков и культур, защита прав и интересов финно-угорских народов, активизация межрегиональных и международных финно-угорских научных, культурных и общественных контактов на государственно-общественном и межгосударственном уровнях, укрепление национального самосознания этносов и самовосприятия как единой духовно-культурной общности.
Всемирные конгрессы созываются один раз в 4 года (в каждый олимпийский год). 

## Консультативный Комитет
Координирующим органом Всемирного конгресса является Консультативный Комитет, который формируется из равного количества представителей от каждой народности. Решения Конгресса носят рекомендательный характер для финно-угорских народов и являются определяющими в работе Консультативного комитета.

## Всемирные конгрессы финно-угорских народов
- I. 1-3 декабря 1992 года — Россия, Республика Коми, Сыктывкар. 
 Организатор: Комитет возрождения коми народа — Коми войтырöс сöвмöдан комитет. Была принята Декларация о сотрудничестве между финно-угорскими народами.

В 1-м конгрессе (1992, г. Сыктывкар) участвовали 14 делегаций финно-угорских народов и 3 парламентские (278 делегатов). Приняты декларация об основных принципах, целях и задачах сотрудничества финно-угорских народов; создан Консультативный комитет финно-угорских народов. В работе 2-го конгресса (1996, г. Будапешт, Венгрия) участвовали 18 делегаций финно-угорских народов. Кроме пленарного заседания была организована работа секций политики, экономики, культуры, демографии и здравоохранения, СМИ, совета молодёжной ассоциации (МАФУН). В 3-м конгрессе (2000, г. Хельсинки, Финляндия; одновременно здесь проходил конгресс МАФУН) приняли участие более 600 делегатов, гостей и наблюдателей от 21 финно-угорского и самодийского народа, представителей официальных правительственных структур, международных организаций, в том числе ЮНЕСКО, ЕС, депутатов Европарламента, президент Венгрии, Финляндии, Эстонии.
При финансовой поддержке Консультативного комитета и Фонда развития культур финно-угорских народов на русском и английских языках издаётся журнал «Финно-угорский вестник».
- II. 17-21 августа 1996 года — Венгрия, Будапешт. 
 Организатор: Венгерское национальное общество Всемирного конгресса финно-угорских народов. Пленарное заседание конгресса открыл Президент Венгрии, оно проходило в здании Парламента Венгрии.
- III. 10-13 декабря 2000 года — Финляндия, Хельсинки, Дворец Финляндия. 
 Организатор: Общество Финляндия-Россия — Suomi-Venäjä Seura совместно с Обществом М. А. Кастрена. Впервые присутствовали президенты всех трёх финно-угорских национальных государств — Эстонии, Венгрии и Финляндии.
- IV. 15-19 августа 2004 года — Эстония, Таллин. 
 Организатор: Учреждение Фенно-Угриа — Fenno-Ugria Asutus.
- V. 27-30 июня 2008 года — Россия, Ханты-Мансийский автономный округ, Ханты-Мансийск. 
 Конгресс впервые состоялся вне Европы, в Сибири. На торжественном открытии присутствовали президенты Венгрии, России, Финляндии и Эстонии.
- VI. 5-7 сентября 2012 года — Венгрия, город Шиофок[1].
- VII. 15—17 июня 2016 года — Финляндия, город Лахти[2][3].
Организатор: Общество «Финляндия-Россия». На открытии присутствовали президент Финляндии Саули Ниинистё, президент Эстонии Тоомас Хендрик Ильвес и президент Венгрии Янош Адер[4].
- VIII. 16—18 июня 2021 года — Эстония, город Тарту.[5]
- IX. 2024 года — место ещё не определено.[6]